# Sinovi šume
Sinovi šume јe 2. epizoda seriјala Veliki Blek obјavljena u Lunov magnus stripu #129. Epizoda јe premijerno u bivšoj Jugoslaviji objavljena u decembru 1974. godine. Koštala je 5 dinara (0,29 $; 0,73 DEM). Izdavač јe bio Dnevnik iz Novog Sada. Autor naslovne strane je Đovani Sinketo.

## Sadržaj
Blek uspeva da izbegne britanske vojnike tako što se penje uz zid gradskog utvrđenja i beži u šumu. Nekoliko dana kasnije, susreće čoveka po imenu Martin, koji beži kanuom od britanskih vojnika. Blek ga spašava, a Martin mu objašnjava da ga progone jer je javno izjavio da je guverner nitkov. Blek mu nudi utočište u logoru trapera. Na putu do logora, primorani su da pređu kroz teritoriju indijanskog plemena Crnih nogu, koje je u tom trenutku na ratnoj stazi. Dolazi do sukoba, ali poglavica plemena prepoznaje Bleka kao prijatelja i pruža im utočište. Poglavica vodi Bleka i Martina u pećinu punu dragocenosti, među kojima se nalazi i crna statua, koju pleme smatra božanstvom. U znak poštovanja, poglavica poklanja Bleku talisman. Tokom noći, Martin krade talisman od Bleka, ulazi u pećinu, krade statuu i ubija poglavicu. Zatim ostavlja talisman na mestu gde je bila statua, kako bi sumnja pala na Bleka. Ujutru obojica napuštaju selo, a uskoro se otkriva da je Martin zapravo britanski špijun. Indijanci, uvereni da je Blek odgovoran za ubistvo i krađu, kreću u osvetu i napadaju logor trapera. Indijanci zarobe Rodija, a Blek i Profesor kreću u poteru za Martinom kako bi vratio svetu statuu, dokazao svoju nevinost i spasio Rodija. Blek Rodi i Profesor potom odlaze ka tvrđavi Pajut po namirnice. Na putu prolaze kroz teritoriju Irokeza i nailaze na grupu Indijanaca koje ne prepoznaju. Prate ih do logora i tamo saznaju da se među njima nalazi engleski oficir koji Indijancima nudi deset buradi ruma za skalp Velikog Bleka. Nakon toga stižu u tvrđavu Pajut, u utvrđenje-naselje u kojem Englezi ubiru porez i surovo se obračunavaju sa onima koji ne mogu da plate. Blek izbacuje nekoliko engleskih vojnika, ali ubrzo dolazi ceo odred kako bi kaznio stanovnike. Blek i meštani pružaju otpor i uspevaju da savladaju Engleze. Blek zatim odlazi da upozori trapere da su Indijanci na ratnoj stazi, dok Profesor i Rodi ostaju u tvrđavi da nabave namirnice. Na putu ka logoru, Blek nailazi na nepoznatog Hamiltona i njegovu ćerku, koje napadaju Indijanci. Spašava ih, ali u njihovom čamcu otkriva englesku oficirsku uniformu i optužuje Hamiltona da je engleski oficir. Međutim, nakon novog napada Indijanaca, troje njih zajedno beže i nastavljaju put. U međuvremenu, novi engleski odred tokom noći zauzima tvrđavu Pajut i hapsi sve stanovnike, uključujući Profesora i Rodija. Rodi uspeva da pobegne i obaveštava trapere da su Englezi zauzeli tvrđavu. Blek se prikrada u tvrđavu skriven u kolima sa senom i otkriva da je Hamilton zapravo prerušeni general i vođa rodoljuba, čiji je cilj da pronađe i uništi ogromno skladište oružja koje Englezi čuvaju u tvrđavi. Nakon izlaska iz utvrđenja, Blek okuplja trapere i kreće nazad, ali ih ispred tvrđave već čekaju Hamilton, Profesor, Rodi i ostali rodoljubi zajedno sa zarobljenim engleskim vojnicima. Hamilton tada objašnjava Bleku da je zapravo stari rodoljub koji se prerušiо u engleskog generala kako bi uništio skladište oružja. Blek predlaže da zajedno odu na ostrvo Sent Endru, gde se skladište možda nalazi. Profesor, Rodi, Hamilton i Blek stižu u luku gde saznaju da trgovinu oružjem u tom području kontroliše lokalni moćnik po imenu Latur. Blek se prerušava u britanskog oficira kako bi se infiltrirao i sastao s Laturom, ali ga Laturovi ljudi razotkrivaju i bacaju u tamnicu. Iz zarobljeništva ga oslobađa Rodi. Blek pokušava da spreči narednu pošiljku oružja koja treba da bude poslata baražom niz reku. Tokom sukoba sa Indijancima, Hamilton gine. Ubrzo pronalaze baržu za koju veruju da je natovarena oružjem, ali upadaju u zamku — barža je prazna, a Latur ih zaključava unutra i ostavlja bure baruta da ih ubije. U poslednjem trenutku, iz barže ih spasava Indijanac Stanaka sa svojim vukom. Otkrivaju da se pravo skladište oružja nalazi u utvrđenju na obližnjem ostrvu. Profesor se prerušava u indijanskog poglavicu koji želi da proda krzna straži utvrđenja, među kojima se krije Blek. Iako Latur prepoznaje profesora i zatvara ga, Blek uspeva da se neopaženo ušunja u utvrđenje. U završnici, stižu Rodi, traperi i Indijanci, dolazi do odlučujuće borbe, i Blek uspeva da porazi Latura, čime je mreža krijumčarenja oružja razbijena.

## Prethodna i naredna epizoda Velikog Bleka
Prethodna epizoda Velikog Bleka u LMS nosila je naziv Veliki Blek (LMS128), a narenda Jezero lešinara (LMS132).
Pogledati još: Spisak svih epizoda LMS objavkjlen u bivšoj Jugoslaviji

## Reprize
Prve dve epizode Velikog Bleka ponovo su objavljene u luksuznom izdanju pod nazivom Sinovi šume. 70 godina Velikog Bleka, koje je izdavačka kuća Golconda objavila u 14.3.2025. godine. Serijal je potom nastavljen u obnovljenoj ediciji LMS, a ova epizoda reprizirana je u #1050, objavljenom 25. maja 2025. godine. Italijanska kuća If edizione reprizirala je kompletan serijal Velikog Bleka počev od 2005. godine u sveskama od preko 250 strana u A5 formatu. Naslovne strane izradio je Corrado Mastantuono. Naslov prve sveske bio je Trappers alla riscossa. Ova edicija prevedena je u identičnom formatu Hrvatskoj od strane izdavačke kuće Ludens počev od 2005. godine. Prva sveska pod nazivom Pobuna trapera sadržala je celu prvu epizodu Veliki Blek (LMS128) i deo epizode Sinovi šume (LMS129). Cena hrvatske sveske bila je 25 kuna.